# رضا درمیشیان

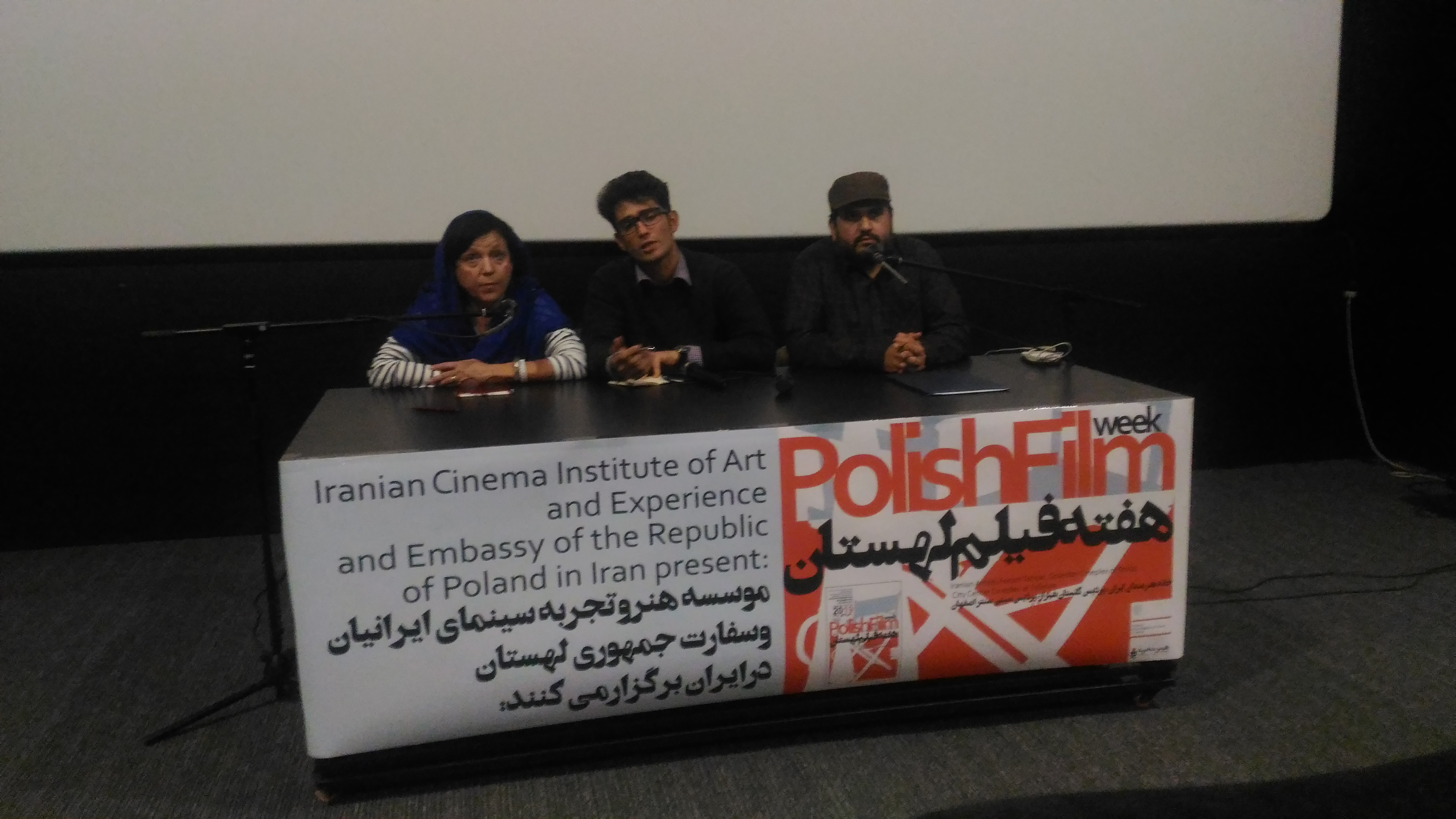
یوآنا کاس کراوزه با رضا درمیشیان در هفته فیلم لهستان- پردیس سینمایی سیتی سنتر اصفهان

رضا دُرمیشیان (زادهٔ ۱۵ آبان ۱۳۶۰ در تهران) نویسنده، مستندساز، فیلمنامه‌نویس، کارگردان و تهیه‌کننده فیلم اهل ایران است.

## سرگذشت
درمیشیان فعالیت سینمایی خود را از سال ۱۳۷۵ به عنوان نویسنده، منتقد و روزنامه‌نگار سینمایی در نشریات تخصصی سینمایی آغاز کرد و در کنار آن به عنوان دبیر تحریریه انتشارات سینمایی چندین کتاب سینمایی گردآوری و چاپ نمود. درمیشیان به عنوان فیلمنامه‌نویس، دستیار کارگردان و برنامه‌ریز وارد عرصه سینمای حرفه‌ای شد و با کارگردانان مطرحی چون داریوش مهرجویی، علیرضا داودنژاد و فریدون جیرانی همکاری نمود. او چندین فیلم مستند و کوتاه داستانی ساخته‌است که از میان آن‌ها می‌توان به مستند بلند جادوگر دربارهٔ علیرضا زرین دست (برنده جایزه بهترین مستند انجمن منتقدان)، مستند خانه خراب (برنده جایزه بهترین مستند به خاطر نگاه هوشمندانه به مسائل شهری از دومین جشنواره فیلم بم)، گریزه، کروات، پامنار، درخت آرزوها اشاره کرد. درمیشیان همچنین در کنار نگارش فیلمنامه، فعالیت حرفه‌ای خود در سینما را به عنوان مجری طرح و تهیه‌کننده ادامه داد و به عنوان تهیه‌کننده و مجری طرح در چندین فیلم از جمله فیلم‌های داریوش مهرجویی حضور داشته‌است.

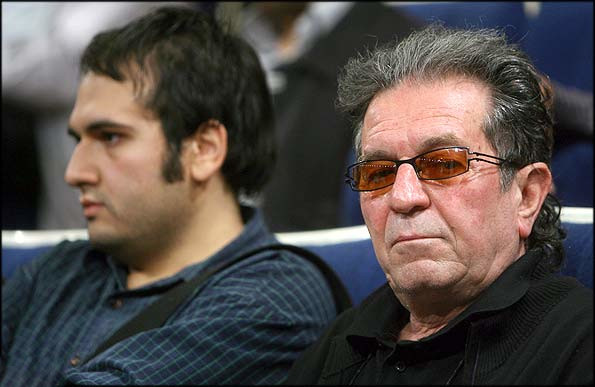
همراهِ داریوش مهرجویی در نشست میرحسین موسوی با هنرمندان

او در سال ۱۳۸۹ تنها نمایش داریوش مهرجویی با نام درس بر اساس متن اوژن یونسکو را به عنوان تهیه‌کننده در تماشاخانه ایرانشهر به روی صحنه آورد.
رضا درمیشیان در سال ۱۳۹۰ نخستین فیلم بلند سینمایی خود با نام بغض را ساخت. این فیلم در حالی از بخش مسابقه جشنواره فیلم فجر کنار گذاشته شد که نمایش جهانی آن در سی و ششمین جشنواره بین‌المللی فیلم مونترال آغاز و در نزدیک به بیست جشنواره جهانی به نمایش درآمد و برنده جوایز متعددی شد. رضا درمیشیان برای بغض برنده جایزه بهترین کارگردانی فیلم اول و خلاقیت و استعداد درخشان از ششمین جشن منتقدان و نویسندگان سینمای ایران شد.
عصبانی نیستم (۱۳۹۲) دومین فیلم سینمایی رضا درمیشیان، جنجالی‌ترین فیلم سی و دومین جشنواره بین‌المللی فیلم فجر و تنها نماینده سینمای ایران در شصت و چهارمین دوره جشنواره برلین ۱۳۹۲ است که با استقبال مردم و منتقدان روبرو شد.

## فیلم‌شناسی
| سال  | عنوان             | سمت      | سمت     | سمت       | توضیحات    |
| سال  | عنوان             | کارگردان | نویسنده | تهیه‌کننده | توضیحات    |
| ---- | ----------------- | -------- | ------- | --------- | ---------- |
| ۱۳۸۶ | جادوگر            | آری      | آری     | آری       | مستند بلند |
| ۱۳۸۷ | خانه‌خراب          | آری      | نه      | نه        | فیلم مستند |
| ۱۳۸۸ | پامنار            | آری      | آری     | آری       | فیلم کوتاه |
| ۱۳۹۰ | بغض               | آری      | آری     | نه        |            |
| ۱۳۹۱ | چه خوبه که برگشتی | نه       | نه      | آری       |            |
| ۱۳۹۲ | عصبانی نیستم!     | آری      | آری     | آری       |            |
| ۱۳۹۴ | لانتوری           | آری      | آری     | آری       |            |
| ۱۳۹۵ | یواشکی            | آری      | آری     | آری       |            |
| ۱۳۹۸ | مجبوریم           | آری      | آری     | آری       |            |
| ۱۳۹۸ | لا مینور          | نه       | نه      | آری       |            |

## جوایز و نامزدی‌ها
| جشنواره                               | سال  | اثر نامزدشده  | بخش                     | نتیجه    | منبع   |
| ------------------------------------- | ---- | ------------- | ----------------------- | -------- | ------ |
| جشن منتقدان و نویسندگان سینمای ایران  | ۱۳۹۱ | بغض           | خلاقیت و استعداد درخشان | برنده    | [ ۵ ]  |
| جشن سینمای ایران                      | ۱۳۹۳ | بغض           | بهترین فیلم اول         | نامزدشده | [ ۶ ]  |
| جشن حافظ                              | ۱۳۹۸ | عصبانی نیستم! | بهترین کارگردانی        | نامزدشده | [ ۷ ]  |
| جشن حافظ                              | ۱۳۹۸ | عصبانی نیستم! | بهترین فیلم             | نامزدشده | [ ۷ ]  |
| جشن سینمای ایران                      | ۱۳۹۶ | لانتوری       | بهترین کارگردانی        | نامزدشده | [ ۸ ]  |
| جشن سینمای ایران                      | ۱۳۹۶ | لانتوری       | بهترین فیلم             | نامزدشده | [ ۸ ]  |
| جشن حافظ                              | ۱۳۹۶ | لانتوری       | نشان عباس کیارستمی      | برنده    | [ ۹ ]  |
| جشن منتقدان و نویسندگان سینمایی ایران | ۱۳۹۵ | لانتوری       | بهترین فیلم             | نامزدشده | [ ۱۰ ] |
| جشن منتقدان و نویسندگان سینمایی ایران | ۱۳۹۵ | لانتوری       | بهترین فیلمنامه         | نامزدشده | [ ۱۰ ] |
| جشن منتقدان و نویسندگان سینمایی ایران | ۱۳۹۵ | لانتوری       | بهترین کارگردانی        | نامزدشده | [ ۱۰ ] |